# Alan Brooke
El Mariscal de Camp Alan Francis Brooke, 1r Vescomte Alanbrooke KG, GCB, OM, GCVO, DSO & Barra (23 de juliol de 1883 - 17 de juny de 1963) va ser un comandant superior de l'Exèrcit Britànic. Va ser Cap de l'Estat Major Imperial General durant la Segona Guerra Mundial, sent promogut a Mariscal el 1944. Com a President del Comitè de Caps d'Estat Major, Brooke va ser principalment conseller militar del Primer Ministre Winston Churchill, i és vist com un dels principals arquitectes de la victòria dels Aliats el 1945. Després de retirar-se de l'exèrcit serví com a Lord Alt Conestable d'Anglaterra durant la coronació de la Reina Elisabet II el 1953. Els seus diaris de guerra van atraure l'atenció per les seves crítiques cap a Churchill, així com pels punts de vista de Brooke sobre d'altres figures capdavanteres de la guerra.

## Biografia
Va néixer el 1883 a Banhèras de Bigòrra, França, al si d'una família anglo-irlandesa de llarga tradició militar. Era el sisè de nou fills de Sir Victor Brooke, 3r Baronet, de Colebrooke, Brookeborough, Comtat Fermanagh i d'Alice Bellingham.
Alan Brooke va ser educat a França, on va viure fins als 16 anys, i després a la Reial Acadèmia Militar de Woolwich. Deixà l'Acadèmia com a Cavaller Cadet el 24 de desembre de 1902 per unir-se al Reial Regiment d'Artilleria com a Tinent de 2a. Gràcies als anys viscuts a França, el seu francès era fluid. Durant la Primera Guerra Mundial serví a França amb la Royal Artillery, finalitzant la guerra amb rang de Tinent Coronel i una reputació de ser un destacat planificador d'operacions. Entre ambdues guerres va ser lector a l'Acadèmia d'Estat Major de Camberley i a l'Acadèmia Imperial de Defensa, on Brooke coneixeria a bastants dels que serien els principals comandants britànics durant la Segona Guerra Mundial.

### Segona Guerra Mundial
Després de l'esclat de la Segona Guerra Mundial, Brooke comandà el II Cos del Cos Expedicionari Britànic (que contenia la 3a Divisió, comandada pel llavors Major General Bernard Montgomery), distingint-se en la direcció de la retirada de les forces britàniques de Dunkerque. Poc després, tornà a ser enviat a França per comandar la resta de tropes britàniques al país. Brooke aviat s'adonà que la situació era insostenible i, en la primera xerrada que va mantenir amb el nou Primer Ministre Winston Churchill, recomanà que totes les forces britàniques haurien de ser retirades de França. El juliol de 1940 va ser nomenat comandant de les Forces Locals del Regne Unit, per ocupar-se els preparatius anti-invasió i, el desembre de 1941, va ser nomenat Cap de l'Estat Major Imperial (CIGS), sent posteriorment nomenat president del Comitè dels Caps d'Estat Major, i mantenint ambdós càrrecs fins a la seva retirada del servei actiu el 1946.
Durant la major part de la Segona Guerra Mundial, Brooke va ser el principal conseller militar del Primer Ministre Churchill (qui alhora era Ministre de Defensa), al Gabinet de Guerra i als aliats britànics. Com a Cap de l'Estat Major Imperial, Brooke era funcionalment el cap de l'Exèrcit, i com a President del Comitè de Caps d'Estat Major (que dominava gràcies a la seva personalitat i al seu intel·lecte) tingué una participació destacada en la direcció estratègica de l'esforç de guerra. Tot i semblar una tasca poc relacionada amb l'èxit aliat, s'ha de recordar que, entre altres coses, Brooke era el responsable de designar als generals que havien d'encapçalar cadascuna de les forces britàniques, així com els homes i material assignats a cadascuna. En aquest sentit, va fer prevaldre la seva opinió davant de Churchill, qui com a Ministre de Defensa era qui finalment signava els nomenaments.
El 1941 se li oferí el comandament de les forces britàniques a l'Orient Mitjà, però declinà l'oferiment argumentant que era el general que sabia manejar millor a Churchill, de qui va dir que sovint sembla vulnerable als consells erronis per part de gent no qualificada. Va proposar enviar en el seu lloc al Mariscal de Camp Sir Claude Auchinleck, qui efectuà un espectacular paper al Nord d'Àfrica contra les forces italianes fins a l'arribada al desert d'Erwin Rommel a capdavant de l'Afrika Korps.

Brooke (a l'esquerra) i Churchill visiten el quarter general mòbil de Montgomery a Normandia, 12 de juny de 1944.

El focus principal d'Alan Brooke era el teatre europeu d'operacions. Allà, un dels seus punts claus era mantenir una forta pressió sobre l'Eix al nord d'Àfrica i a Itàlia, mantenint obert la Mediterrània pels vaixells Aliats, fins que els aliats estiguessin preparats i els alemanys suficientment afeblits, per llançar la invasió a través del canal. Aquesta era l'estratègia essencialment implementada, tot i que en un inici els aliats americans no estaven d'acord, car volien atacar directament l'Europa occidental en un clar contrast amb el punt de vista britànic sobre la importància de les operacions mediterrànies. S'ha d'advertir, això no obstant, que no tots els plans de Brooke van acabar amb èxit, com per exemple, l'entrada de Turquia a la guerra al costat dels Aliats.
El càrrec de Cap de l'Estat Major Imperial no era tan vistos com comandar un teatre de guerra important, però era ell qui escollia qui ho havia de fer. Quan havia de trobar els comandants correctes sovint recordava que molts oficials que haguessin estat bons generals van ser morts durant la I Guerra Mundial, i que això va ser un dels esculls que van trobar-se els britànics a l'inici de la guerra (tot i que els alemanys també havien tingut el mateix problema, però no semblà que els afectés). Quan el General Claude Auchinleck va haver de ser substituït com a comandant del 8è Exèrcit el 1942, Brooke prefería a Bernard Montgomery en comptes del Tinent General William Gott, que era el candidat de Churchill. Poc després Gott moriria en un accident aeri i Montgomery prengué el comandament (Brooke arribà a afirmar sobre l'accident que comportà el nomenament de Montgomery com una intervenció divina).
Un any després, la guerra havia pres un caire diferent i Brooke ja no considerà estrictament necessari seguir al costat de Churchill. Esperava ser nomenat comandant de la invasió aliada de l'Europa Occidental, càrrec promès per Churchill fins en 3 ocasions. Però durant la Primera Conferència de Quebec, a l'agost de 1943, es decidí que el futur comandant seria el General americà George Marshall (tot i que, com que la tasca que estava realitzant Marshall com a Cap d'Estat Major de l'Exèrcit era massa important perquè abandonés Washington DC, i enlloc seu, el també general americà Dwight Eisenhower va ser nomenat pel càrrec). Brooke se sentí molt decebut, tant per ser deixat de banda com perquè Churchill li havia promès el càrrec. No obstant això, Brooke sempre va mantenir una relació cordial amb Eisenhower.

### Relació amb Churchill
Durant els seus anys com a Cap de l'Estat Major Imperial, Alan Brooke mantingué una relació tempestuosa amb Winston Churchill. Brooke sovint se sentia frustrat pels hàbits del Primer Ministre i pels seus mètodes de treball, pel seu abús dels generals i la seva constant intromissió en afers estratègics. Però per l'altra banda, admirava enormement a Churchill per la manera en com inspirava la causa aliada i per com desenvolupava la difícil tasca de ser Primer Ministre en temps de guerra. En un passatge típic dels diaris de guerra de Brooke, Churchill és descrit com "un geni barrejat amb una espectacular manca de visió – és de lluny l'home més difícil amb qui treballar que mai m'hagi trobat però no m'hauria perdut l'oportunitat de treballar amb ell per res del món"
Quan les idees estratègiques de Churchill topaven amb l'estratègia militar, només Alan Brooke (de tots els membres del Comitè de Caps de l'Estat Major) era capaç d'aturar al Primer Ministre. Churchill deia sobre Brooke que "quan dono un cop de puny sobre la taula i me'l quedo mirant, ell en dona un de més fort i també se'm queda mirant. Conec a tots aquests Brookes, gent de l'Ulster amb qui no hi ha pitjor amb què tractar
!". Es diu que part del millor que va fer Churchill va ser nomenar a Brooke com a i mantenir-lo Cap de l'Estat Major Imperial durant tota la guerra.
Una queixa habitual de Brooke era que Churchill sovint volia una diversió de forces allà on el Cap de l'Estat Major Imperial preferia una concentració. Brooke estava especialment preocupat amb la idea de Churchill de capturar la punta nord de Sumatra. Però en diverses ocasions, Brooke no veia la dimensió política de l'estratègia, tal com sí que ho feia el Primer Ministre. Per exemple, Brooke era escèptic sobre intervenir a Grècia a finals de 1944, una operació que ell creia que distrauria tropes del front central a Alemanya; però en aquells moments, la guerra ja estava pràcticament guanyada i Chruchill veia la possibilitat d'evitar que Grècia esdevingués un país comunista.
L'equilibri al Comitè de Caps d'Estat Major va inclinar-se quan a l'octubre de 1943 l'Almirall Cunningham succeí a l'Almirall Pound com a Primer Lord del Mar. Des d'aquell moment, Brooke tenia un ferm aliat en les seves discussions amb Churchill. Això va fer-se patent en el xoc més seriós entre el Primer Ministre i els Caps d'Estat Major, davant dels preparatius britànics per a les darreres etapes de la Guerra del Pacífic. Brooke i la resta dels Caps d'Estat Major volien bastir les forces britàniques a Austràlia, mentre que Churchill volia fer servir l'Índia com a seu de l'esforç de guerra britànic. Era una decisió per a la qual els caps d'estat major ja se n'havien fet a la idea, però al final s'aconseguí arribar a un compromís.
Malgrat moltes discussions, Brooke i Churchill es professaven un afecte mutu. Després d'una ferotge discussió Churchill li digué al General Ismay que no creia que pogués seguir treballant més amb Brooke perquè "m'odia. Puc veure l'odi com surt dels seus ulls". Brooke respongué a Ismay: "Odiar-lo? Jo no l'odio pas. Si jo l'aprecio. Però la primera vegada que li digui que estic d'acord amb ell quan no ho estigui serà el moment en què es podrà desfer de mi, car llavors ja no li faré cap mena de servei.". Quan Churchill ho va saber va murmurar "Estimat Brooke".

### Valoració
Alan Brooke, o Brookie, com era habitualment conegut, és reconegut com un dels caps més destacats de l'exèrcit britànic. Era veloç de pensament i de paraula, i profundament respectat entre els seus col·legues militars, tant britànics com Aliats, encara que les seves maneres incomprensibles poguessin posar alerta als americans. La seva influència en la gran estratègia dels aliats potser va ser major que ningú altre. Potser la seva contribució més important va ser retardar el segon front. La parella formada per Brooke i Churchill va ser molt fructuosa. La combinació entre la visió de Churchill i la metodologia de Brooke va portar als britànics a la victòria el 1945.

## Els diaris de guerra
Alan Brooke va portar un diari durant tota la Segona Guerra Mundial. Si bé originalment eren només per a la seva esposa, a la dècada dels 50 van ser comentats per Brooke. Els diaris contenen descripcions del dia a dia del transcurs de l'esforç de guerra (incloent algunes referències indiscretes a les interceptacions d'alt secret del tràfic radiofònic alemany). les idees de Brooke sobre l'estratègia en general, així com anècdotes de les trobades de Brooke amb els líders aliats durant la guerra.
Els diaris s'han fet famosos principalment per les freqüents anotacions i crítiques cap a Churchill. Si bé apareix apreciació i admiració cap a Churchill, també mostren la frustració de Brooke al treballar amb el Primer Ministre. Als diaris també apareix l'opinió que tenia sobre diversos caps aliats: els generals americans Eisenhower i Marshall, per exemple, són descrits com uns mals estrategs, i el mariscal britànic Alexander apareix com un babau. Entre els pocs pels que Brooke sembla tenir una opinió positiva està el general MacArthur, el mariscal Dill o Stalin. Brooke admirava de Stalin la seva rapidesa mental i la seva visió com a estrateg militar, tot i que no tenia cap mena d'il·lusió cap a l'home, descrivint-lo com "una cara morta i incòmodament freda, i sempre que l'he mirat puc imaginar-lo enviant gent a la tomba sense moure un cabell".
Editats per l'historiador Arthur Bryant, els diaris van ser publicats per primera vegada el 1957 (The Turn of the Tide) i el 1959 (Triumph in the West). En un principi, aquests diaris no s'haurien d'haver publicat mai. El motiu pel qual Brooke canvia d'idea va ser el fet que al publicar-se les memòries de Churchill, aquest presentava les idees i innovacions com a pròpies, oblidant la tasca de Brooke i dels Caps d'Estat Major. Si bé van ser molt sotmesos a la censura, els llibres van despertar controvèrsia, no només pels comentaris sobre Churchill i d'altres, sinó també perquè presenten a Brooke com l'únic home d'entre tots els aliats darrere de la Victòria. Winston Churchill no va mostrar cap mena d'afecte pels llibres. La publicació dels llibres el 2001 sense haver de ser sotmesos a la censura, editats per Alex Danchev i per Daniel Todman, van tornar a atraure l'atenció cap a un dels estrategs més influents de la Segona Guerra Mundial.

## Carrera de postguerra i honors

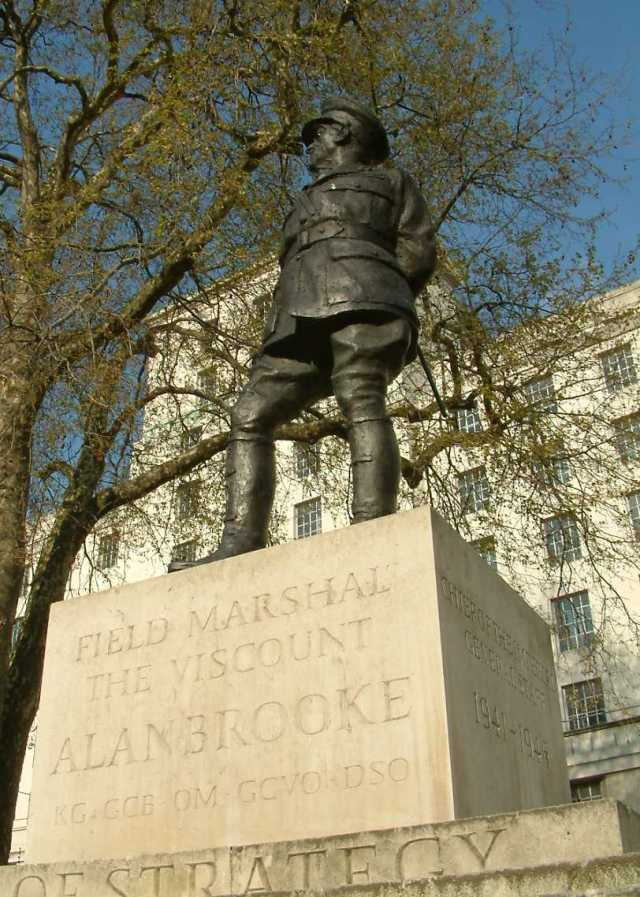
Estàtua del Mariscal Brooke davant del Ministeri de Defensa, a Whitehall, Londres

Després de retirar-se de l'exèrcit, Brooke treballà als gabinets de diverses empreses, tant del sector industrial com en el financer. Va ser director de l'Anglo-Iranian Oil Company, del Midland Bank, del the National Discount Company i del Belfast Banking Company. Es mostrà particularment satisfet de ser el director de la Hudson's Bay Company, on s'està 11 anys des de 1948.
Brooke va ser fet Baró Alanbrooke de Brookeborough, al comtat de Fermanagh el 1945, i Vescomte Alambrooke el 1946; i també el 1946 va ser nomenat Cavaller de la Lligacama, i fet membre de l'Orde del Mèrit. El 1942 va rebre la Gran Creu de l'Orde del Bany i, el 1953, va rebre la Gran Creu del Reial Orde Victorià. El 1916 havia rebut l'Orde del Servei Distingit.
També va servir com a Canceller de la Universitat de Belfast entre 1949 i fins a la seva mort. A la coronació de la Reina Elisabet II va ser nomenat Lord Alt Conestable d'Anglaterra, comandant totes les tropes que prendrien part a la cerimònia. El 1994 s'erigí una estàtua seva davant del Ministeri de Defensa a Londres. Als costats té les estàtues dels altres 2 principals generals britànics de la II Guerra Mundial: el Vescomte Slim i el Vescomte Montgomery.

### Escut d'armes
El seu escut d'armes, lliurat pel College of Arms és:
Or, una creu enllustrada per pal en Gules i Sable, amb un Creixent al primer quadrant.

## Vida privada i Ornitologia
Alan Brooke es va casar en dues ocasions. Després de 6 anys de prometatge es va casar amb Jane Richardson el 1914, una veïna dels Brooke a Fermanagh (Irlanda del nord). Després de 6 dies de lluna de mel, Brooke tornà a acudir al servei actiu quan la I Guerra Mundial esclatà. La parella van tenir una filla (Rosemary) i un fill (Thomas. Jane Brooke va morir el 1925 en un accident de cotxe, i la seva mort li causà una profunda depressió. El 1929 es tornà a casar amb Benita Lees. El casament va ser feliç, i van tenir una filla i un fill, Katleen i Victor. Després de la guerra, la situació financera de la parella els obligà a viure a la casa del jardiner de la seva antiga propietat, on van viure ja per sempre. Els darrers anys van quedar enfosquits per la mort de Kathleen en un accident d'equitació el 1961.
Alan Brooke estava enamorat de la natura. La cacera i la pesca es trobaven entre els seus interessos. Però la seva passió principal eren els ocells. Brooke era un citat ornitòleg, especialment hàbil en la fotografia d'ocells. Va ser president de la Societat Zoològica de Londres entre 1950 i 1954 i vicepresident de la Societat Reial per a la Protecció d'Ocells. En les seves pauses durant la guerra, de vegades era vist a Londres buscant llibres sobre ocells estranys.

## Mort

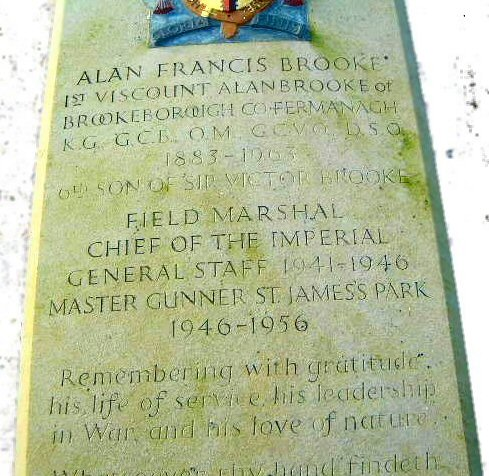
Tomba de Lord Alanbrooke

El 17 de juny de 1963, Brooke va patir un atac de cor i va morir ràpidament al seu llit amb la seva dona al costat. El mateix dia hauria d'haver assistit al Servei de la Lligacama a la Capella de Sant Jordi de Windsor. 9 dies després rebé un funeral a Windsor i va ser enterrat al cementiri de St Mary, prop de la seva llar de Hasrtley Wintney, on el seu fill el darrer hereu del vescomtat Alanbrooke, encara viu.

## Historial militar i condecoracions

### Dates de promoció
Tinent de 2a - 24/12/1902
 Tinent - 24/12/1905
 Capità - 30/10/1914
 Major - 24/04/1916
 Tinent Coronel - 01/01/1919 (en funcions: 20/09/1918-31/03/1919)
 Coronel - 26/02/1929, antiguitat 01/01/1923
 Brigadier - 04/02/1929-31/05/1935
 Major General - 01/06/1935 (mitja paga: 01/10/1935; paga sencera: 08/11/1935)
 Tinent General - 15/07/1938 (antiguitat: 27/06/1938)
 General - 07/05/1941 (en funcions: - 20/07/1940-06/05/1941)
 Mariscal de Camp - 01/01/1944 (mitja paga: 29/08/1946)

### Condecoracions
Vescomte Alanbrooke al 1946.
Baró Alanbrooke de Brookeborough al Comtat de Fermanagh al 1945,
 Cavaller del Molt Noble Orde de la Lligacama 1946.
 Membre de l'Orde del Mèrit 1946
 Gran Creu de Cavaller del Molt Honorable Orde del Bany 1942,
 Cavaller Comandant del Molt Honorable Orde del Bany 1940,
 Company del Molt Honorable Orde del Bany 1937
 Orde del Servei Distingit amb Barra 1918
 Orde del Servei Distingit 1916
 Gran Creu de Cavaller del Reial Orde Victorià 1953
 Estrella de 1914-15
 Medalla Britànica de la Guerra 1914-20
 Medalla de la Victòria de 1914-1918 amb Menció als Despatxos
 Estrella de 1939-45
 Medalla de la Guerra 1939-1945
 8 Mencions als Despatxos (22/06/1915; 01/01/1916, 04/01/1917, 15/05/1917, 11/12/1917, 20/12/1918, 05/07/1919, 20/12/1940)
 Medalla del Jubileu de Plata del Rei Jordi V 1935
 Medalla de la Coronació del Rei Jordi VI 1937
 Gran Creu de Cavaller de l'Orde del Lleó Neerlandès (Països Baixos – 14/05/1948)
 Orde de Suvórov de 1a Classe (URSS - 29/02/1944)
 Gran Creu de l'orde Polònia Restituta (Polònia)
 Gran Cordó amb Palma de l'Orde de Leopold (Bèlgica – 17/10/1946)
 Creu de Guerra 1940 amb Palma (Bèlgica)
 Creu de Guerra 1918 amb Palma (Bèlgica)
 Orde del Lleó Blanc de 1a classe (Txecoslovàquia -15/08/1946)
 Gran Creu de l'orde del Redemptor (Grècia)